# 力寶集團
力寶集團（英語：Lippo Group）是一家印尼房地产公司，也是印尼第二大財團。

## 历史
1950年由當時的華人首富林紹良與印尼商人李文正合作創辦。企業資產超過200億美元。
力寶集團主要投資於亞洲多國的地產、百貨公司、超級市場、娛樂及服務業等，投資國家包括印尼、新加坡、中國、香港、美國、澳洲等。

## 投資項目
- 香港力寶中心
- 上海力宝广场[來源請求]
- 力寶仁川賭場渡假村佔20%權益[來源請求]